# Josef Emler

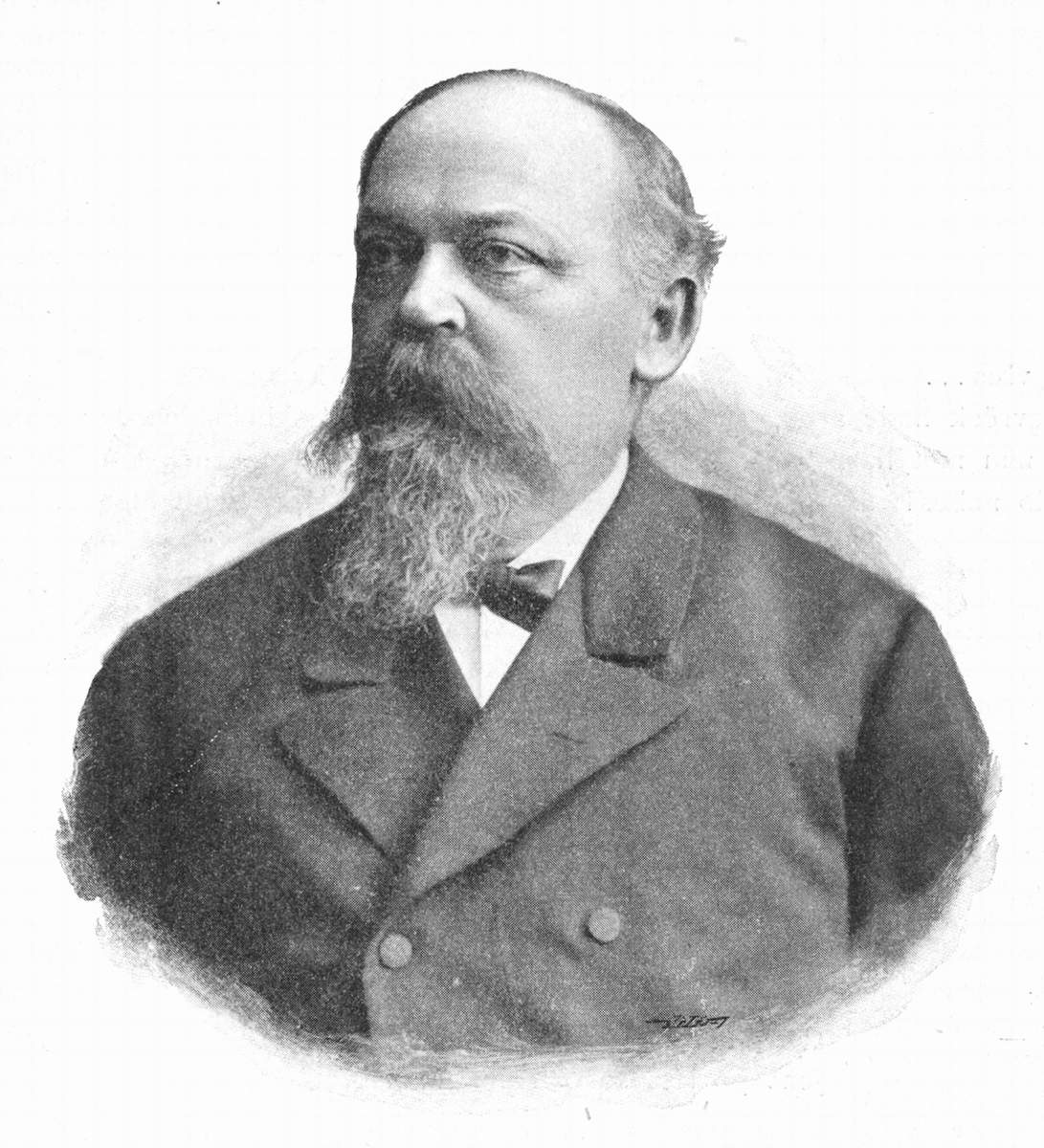
Josef Emler

Josef Emler (* 10. Januar 1836 in Libáň; † 10. Februar 1899 in Prag) war ein tschechischer Archivar und als Historiker Professor an der Prager Universität.

## Biographie
Emler besuchte das Gymnasium in Jičín, studierte an der Wiener Universität Geschichtswissenschaften und war in den Jahren 1859 bis 1861 Mitglied des Institutes für österreichische Geschichtsforschung; anschließend Gymnasiallehrer in Prag. Durch Vermittlung von František Palacký wurde er Beamter am böhmischen Landesarchiv, seit 1864 am Stadtarchiv und war ab 1871 Stadtarchivar. Er redigierte 1862 bis 1863 die Texte zu Archäologische Denkmäler (Památky archeologické) von Karel František Vladislav Zapa und war 1864 Mitarbeiter an der Rieger Enzyklopädie (Riegrův Slovník naučný). Des Weiteren war Emler Mitarbeiter in der Gesellschaft des vaterländischen Museums in Böhmen und von 1871 bis 1890 Redakteur der Zeitschrift des Museums. Josef Emler wurde 1871 Mitglied und Sekretär für die Königliche böhmische Gesellschaft der Wissenschaften. Im Jahr 1872 habilitierte er sich an der Universität Prag im Fach der historischen Hilfswissenschaft Archivkunde und wurde außerordentlicher Professor für Geschichtswissenschaften mit Vorlesungen und Übungen in deutscher Sprache. Nach der 1882 erfolgten Trennung der Prager Universität in eine deutschsprachige und eine tschechische Universität, wurde Josef Emler 1887 ordentlicher Professor an der tschechischen Universität und lehrte in tschechischer Sprache. Seit Dezember 1876 war er korrespondierendes Mitglied der Russischen Akademie der Wissenschaften in Sankt Petersburg.

## Wirken
Emler schätzte die editorischen und historischen Arbeiten František Palackýs und war bestrebt, sein Nachfolger zu werden. Unter Fachleuten sind seine Publikationen bekannt und werden als Quelle geschätzt. Emler schrieb Artikel für die Zeitschriften Politik (Politika) und Nationalblätter (Národní listy) und arbeitete bei Svatoborm, Matice česká und im Geschichtlichen Verein mit.
Als Mitarbeiter im Landesarchiv, später im Prager Archiv, erarbeitete er umfangreiche quellenkundliche Werke zur böhmischeny Geschichte und setzte die Arbeit Karel Jaromír Erbens an der weiteren Herausgabe der Regesta fort. In den Auseinandersetzungen über die Echtheit der Grünberger Handschrift und der Königinhofer Handschrift stand er an der Seite der Befürworter ihrer Echtheit.

## Publikationen (Auswahl)
- Reliquiae tabularum terrae regni Bohemiae, 2 Bände 1870 bis 1872
  - Reliquiae tabularum terrae regni Bohemiae Anno 1541 igne consumptarum. 1. Band, Prag 1870 Alternativpräsentation bei Czech medieval sources FONTES
  - Reliquiae tabularum terrae regni Bohemiae Anno 1541 igne consumptarum. 2. Band, Prag 1872 Alternativpräsentation bei: Czech medieval sources FONTES
- O zbytcich desk zemskych v.r.1541 pohorelych. (dt. Über die Reste der im Jahre 1541 verbrannten Landtafeln.) Prag 1867.
- Regesta Bohemiae et Moraviae, Band 2 1882; Band 3 1890; Band 4 1892
  - Regesta diplomatica necnon epistolaria Bohemiae et Moraviae. Band 2: Annorum 1253-1310 – Prag (1882) (Czech medieval sources FONTES)
  - Regesta diplomatica necnon epistolaria Bohemiae et Moraviae. Band 3: Annorum 1311-1333 – Prag (1890) (Czech medieval sources FONTES)
  - Regesta diplomatica necnon epistolaria Bohemiae et Moraviae. Band 4: Annorum 1333-1346 – Prag (1892) (Czech medieval sources FONTES)
- Rukovět chronologie křesťanské
- Průvodce po radnici staroměstské
- Die Kanzlei der böhmischen Könige Přemysl Ottokars II. und Wenzels II. und die aus derselben hervorgegangenen Formelbücher Prag 1878 Digitalisat
- Fontes rerum Bohemicarum
- Českomoravská regesta
- Pozůstatky desk zemských království českého roku 1541 pohořelých
- Deset urbářů českých z doby před válkami husitskými
- Sněmy české
- Regesta imperii (Verzeichnis der Schriften)
- Libri confirmationum ad beneficia ecclesiastica pragensem per archidiocesim, 10 Bände, 1865–1889